# HerHers
HerHers（ハーハーズ）は、株式会社サブロクが運営した日本のECサイト。アダルト動画ポータルサイト。キャッチコピーは『女優にありがとうできる動画配信サービス』。2022年3月31日より、サイトリニューアルを理由に運用停止。

## 概略
2021年に発足したアダルト動画ポータルサイト。運営するサブロクはPR企業であり、TENGAの商品PR業務でアダルト業界と接点を持つ。ブランドネームの「HerHers」は「彼女の彼女に」と「（興奮で）ハァハァしている」を掛け合わせて、命名された。PlayStationのブランドネーム、タグラインを作ったことで業界では著名な小霜和也が命名に関わっていた。
違法サイトが横行し、無課金ユーザーが多い対策として、AV女優に対する還元を最優先にしたサイト構築とサービスを目指した。今まで撮影時の出演料のみであったギャランティーを見直し、購入代金、月額会員料の利益配分を制作会社（メーカー）、女優（プロダクション）、配信元であるHerHersで分け、女優の引退後も視聴された分は二次収入として女優へ還元される予定であった。抜本的に利益配分を変えるため、参加メーカーはβ版開設までに27メーカー（ナンパーズ、ホットエンターテイメント、ロータス、プラネットプラス、ファーストスター、ピーターズ、マーキュリー、プレイエンターテイメント、HMJM、ピーターズMAX、人妻花園劇場、h.m.p、光夜蝶、センタービレッジ、ドリームチケット、ブリット、アロマ企画、プリモ、ワープエンタテインメント、スターパラダイス、ビッグモーカル、かぐや姫、MAXING、まんまんランド、黒船、黒蜜、黒影）に留まるものの2000名以上の女優が参加表明。このうちホットエンターテイメントやピーターズMAX、MAXINGなどはFANZAでの配信取り扱いを5月いっぱいで停止しての参加となった。
ライターの尾谷幸憲は古参メーカー幹部の言葉を引き、「配分の見直しは、大手配信サイトにおいて全体の7割がサイト運営側の売り上げ配分となっている現状への問題提起でもある」と評論していた。また印税式の導入により、女優自身が宣伝に力を入れる傾向が現れ、逆にアルバイト感覚の出演者が淘汰されてしまう可能性（＝素人臭さが魅力である作品の減退）を示唆した。AV評論家の刈田萬蔵は「HerHersの登場はAVを今以上にアイドルビジネス化させるかもね」と将来性を論じていた。
同年8月30日オープンのβ版では月額会員システムで女優からのお礼メールが届くほか（メールアイコンのついた商品のみ）、女優のインタビューやオリジナルグラビアの配信からなるメンバーズメールマガジンサービス、購入ごとにマイレージポイント「herher（ハァハァ）」を貯める「オナ孝行」システムを実装していた。2022年3月、同月31日をもってのサイト休止が発表され、事実上閉鎖された。

## 沿革
- 2021年7月20日、新サイト制作説明会を開催。AV女優の波多野結衣、松本いちか、蓮実クレア、大槻ひびき、川上ゆう、小早川怜子らも出席した[2]。
- 2021年8月30日、「HerHers」（β版）提供開始。同日には「HerHersオープン発表会」を開催。波多野結衣さん、松本いちか、篠田ゆう、あおいれな、ライターのヨッピーが登壇[6]。また「いくぜ100万人！1億herher山分けキャンペーン」を開始。
- 2021年10月1日、見放題サービス開始[7]。
- 2021年10月28日、本ローンチ[8]。同日よりHerHersメンバーズマガジンを開始。スタート会見にはケンドーコバヤシ、シャバダバふじが参加したほか、波多野結衣、松本いちかが登壇。両名は初代イメージガールに就任する[9]。
- 2022年3月31日、昼12時をもってサイト休止[10]。アクセスできない状況となった。